# Apeadeiro de Garraia
O Apeadeiro de Garraia é uma gare encerrada da Linha de Évora, que servia a zona de Garraia, no município de Évora, em Portugal. Entrou ao serviço em 1952.

## História
Este apeadeiro situava-se entre a Estação de Évora e o Apeadeiro de Vale do Pereiro, que entrou ao serviço em 5 de Setembro de 1871. No entanto, não fazia parte originalmente deste lanço, tendo a sua abertura ao serviço sido noticiada pela Gazeta dos Caminhos de Ferro de 16 de Junho de 1952.
Em 2 de Janeiro de 1990, terminaram os serviços de passageiros entre Évora e Estremoz. Assim, este lanço passou a ser utilizado apenas por serviços de mercadorias, tendo sido encerrado em 2009 e oficialmente desclassificado em 2011.